# 具玉姫
具玉姫（ク・オキ（ク・オッキ）、ハングル：구옥희、1956年8月1日 - 2013年7月10日）は、韓国・ソウル特別市出身の女子プロゴルファー。

## 来歴
延川高等学校（大韓民国）卒業、18歳でゴルフを始める。
1978年5月26日に韓国で初めて開催された女子プロゴルフ試験に合格、同年に誕生した韓国女子プロゴルファー最初の8人の内の1人となる。（5月に合格したのは具を含めた４名であり、同年8月に追加で4名が合格した）
1979年「クェナムオープン」（쾌남오픈）でプロ初優勝。
1981年から日本での試合出場を始める。
1982年に韓国女子ツアーで5勝を挙げ、韓国でこの年から発表されるようになった年間獲得賞金ランキング（以下賞金ランク）第1位となり賞金女王に輝く。
1983年に日本のプロテストを受験しトップ合格、1984年1月1日付で日本女子プロゴルフ協会に45期生として入会した。それ以前に入会していた韓国選手は具とはプロ同期であり、韓国選手として日本のプロテストに初めて合格した韓明賢（ハンミョンヒョン＝1983年入会）だけであった。1984年の賞金ランクは13位。
1985年「紀文レディースクラシック」で韓国選手として日本初優勝。同年全米女子プロゴルフ協会のプロテストに韓国選手として初めて合格した。
1988年「ターコイズクラシック」で韓国選手としてアメリカ女子ツアー初優勝。
日本のツアー参戦中は賞金ランクトップ10が8回（トップ5が5回）、「日本女子プロゴルフ選手権大会」に2回優勝（1992年、2002年）している。
2004年韓国女子プロゴルフ協会（以下KLPGA）殿堂に史上初めての入会者となる。
現役選手と並行してKLPGAの副会長（1994年から2010年）を務めたのち、2011年4月にKLPGA第11代会長となる（2012年3月まで）。
2013年7月10日、プロテストを受験する後輩の指導のために訪れていた静岡県で倒れ、急性心筋梗塞により死亡。56歳没。
韓国女子ツアー20勝、日本女子ツアー23勝（他に対象外競技2勝）、アメリカ女子ツアー1勝。

## 日本での受賞歴
※日本女子プロゴルフ協会プロフィールページ参照
- LPGA平均ストローク第1位（1999）
- LPGAパーオン率第1位（1999）
- LPGAパーセーブ率第1位（1998）
- LPGAバーディ数第1位（1997）
- LPGAパーオン率第1位（1996）
- 日本プロスポーツ新人賞（1985）